# 尿毒症性心包炎
尿毒症性心包炎（英語：Uremic pericarditis）是一種心包炎病症形式。它會導致纖維素性心包炎。其病因知之甚少。

## 病理
尿毒症性心包炎相關聯於系統中的氮質血症(Azotemia)程度。BUN通常>60毫克/分升(正常值為7-20毫克/分升)。發病機制亦知之甚少。

## 描述
纖維素性心包炎是滲出性(Exudate)炎症。心包由纖維蛋白滲出性浸潤。這是由纖維蛋白絲及白血球組成。

## 治療
尿毒症性心包炎有時用透析治療。